# Periscyphis besi
Periscyphis besi là một loài chân đều trong họ Eubelidae. Loài này được Barnard miêu tả khoa học năm 1941.